# Kathleen Bliss

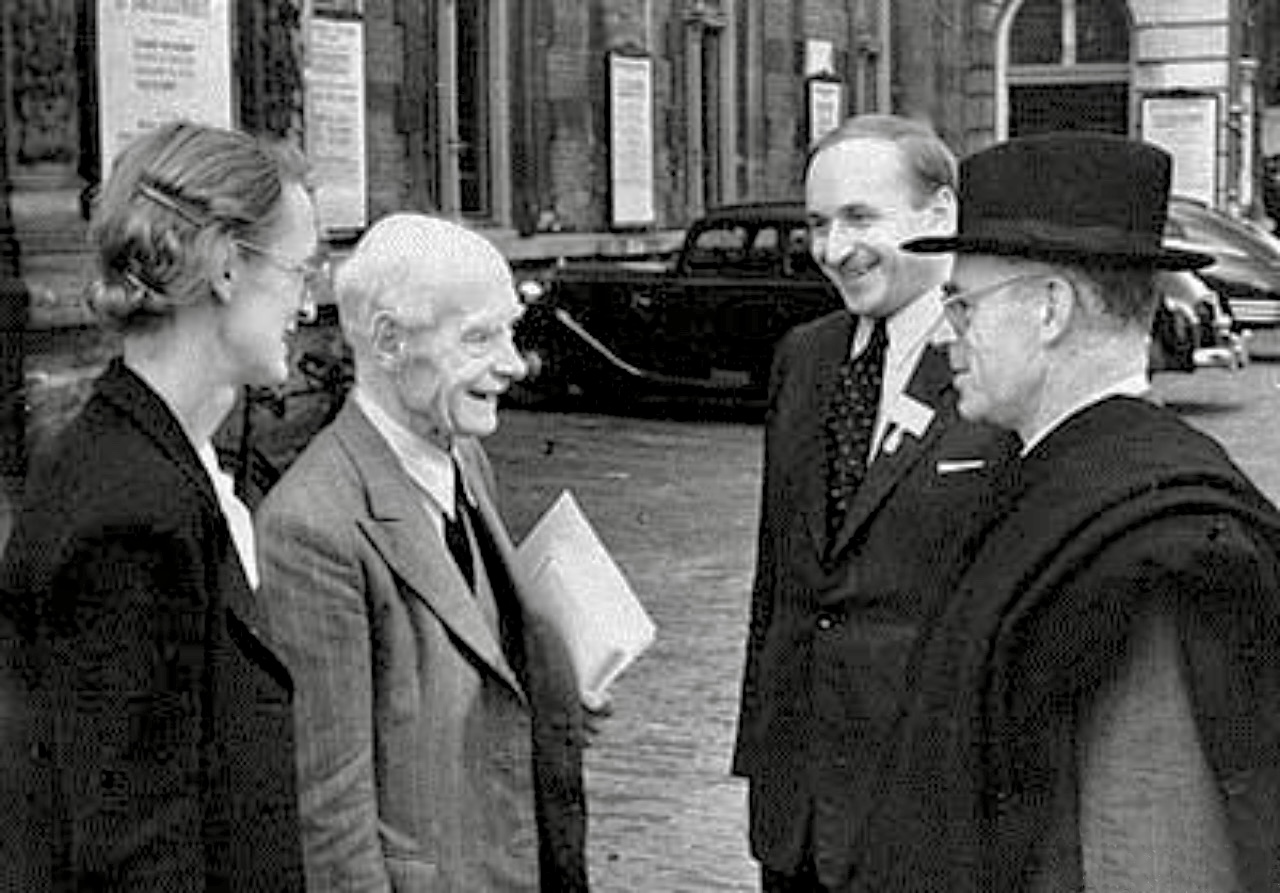
Kathleen Bliss e Joseph Oldham com dois homens (não identificados), na 1ª Assembléia do CMI (22 de agosto a 4 de setembro de 1948, Amsterdã, Holanda) com o tema "A desordem do homem e o desígnio de Deus"

Kathleen Mary Amelia Bliss, mais conhecida como Kathleen Bliss (nascida em Fulham, Londres, 5 de julho de 1908  — 1989), foi uma escritora, teóloga, historiadora, administradora religiosa, professora universitária e a pioneira do Movimento Ecumênico e do Feminismo Cristão. Autora do livro The Service and Status of Women in the Churches (O Trabalho e o Status das Mulheres nas Igrejas) que foi um marco inicial do moderno movimento feminista dentro da cristandade. Em 1949 ela foi honrada com um Doutorado em Teologia pela Universidade de Aberdeen.

## Biografia
Filha mais velha de Thomas Henry Moore (oficial do governo local) e Ethel Steward, Bliss graduou-se pela Girton College, em Cambridge, com um diploma de primeira classe em teologia e um bom grau de história, Kathleen Bliss era voluntária e muito envolvida no Cambridge Student Christian Movement. Seu cabelo ruivo atraía um admirador, e desafiava argumentos teológicos com o seu parceiro de vida, Rupert Bliss, um ex-engenheiro naval que se tornara um ordenando anglicano por influência de William Temple. Juntos, eles foram para Tamil Nadu, no sul da Índia, em 1932, sob a Sociedade Missionária de Londres. Em licença, em 1939, Rupert apresentou sua esposa a Eleanora Kredale, assistente de JH Oldham. Kathleen sucedeu Iredale como editor assistente e depois editor do influente Christian Newsletter (1942-1949). De 1945 a 1959 ela trabalhou para o British Council of Churches e depois para a BBC (1950-1955). Ela foi um espírito comovente na Assembléia de Amsterdã do Conselho Mundial de Igrejas (CMI) em 1948 e é creditada com a famosa frase: "Pretendemos ficar juntos". Ela foi eleita para o Comitê Central e Comitê Executivo do CMI em 1954, e ela desempenhou um papel importante no evolutivo movimento ecumênico. Ela tinha um intelecto formidável, preocupada particularmente com leigos e mulheres, daí o seu excelente trabalho como secretária da Comissão do CMI sobre o status e o papel das mulheres nas igrejas. De 1958 a 1966, como secretária do Conselho de Educação da Igreja da Inglaterra, ela foi responsável pela política nas faculdades e universidades em rápida expansão da década de 1960. Finalmente, ela foi professora sênior no Departamento de Estudos Religiosos da Universidade de Sussex (1968-1972). Mesmo a aposentadoria não diminuiu sua preocupação com o ecumenismo. Cada vez mais incapacitada pela artrite, infelizmente ela não conseguiu terminar sua biografia de JH Oldham, seu mentor e amigo. Seu serviço memorial lotado era testemunho de quão ampla era sua influência e quão preciosa era sua amizade. Ela era uma “mais importante” das mulheres teólogas e líderes da igreja de hoje.

## Principais obras
|  |  |  |
|  |  |  |